# Lecane bryophila
Lecane bryophila is een raderdiertjessoort uit de familie Lecanidae. De wetenschappelijke naam van deze soort is voor het eerst geldig gepubliceerd in 1957 door Koniar.